# Reação de transferência de grupo

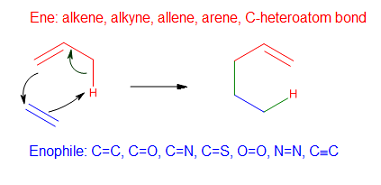
Reação ene.

Reações de transferência de grupo são reações pericíclicas onde uma ligação pi é convertida em uma ligação sigma, ao mesmo tempo que uma ligação sigma migra.
A mais conhecida reação de transferência de grupo é a reação ene.
Reações de transferência de grupo duplas são estudadas como indicadores de estabilização aromática em sesquinorbornanos.